# Tamarro
Tamarro è un termine gergale della lingua italiana usato per indicare un individuo rozzo, zoticone, caratterizzato da schemi comportamentali orientati a esibizionismo e ostentazione di cattivo gusto o comunque non stimabile, il cui uso assume spesso un'accezione ironico/sarcastica.

## Origine del termine
Di area dialettale meridionale, deriva probabilmente dall'arabo tammār (venditore di datteri), nel XIX secolo nome popolare della vite selvatica.

## Uso
Nel gergo giovanile è usato per indicare una categoria di giovani di ambo i sessi. Le principali associazioni comportamentali che questo termine evoca riguardano l'aderenza a determinati modelli (vestiario, convivenza, tipo di linguaggio, forme di intrattenimento, interessi) e al ceto o luogo di appartenenza o al tipo di veicolo guidato.
Viene definita tamarro una persona che si comporta ostentando troppo i suoi averi e le sue doti, senza umiltà.
Il termine viene utilizzato anche come aggettivo; in questo caso non si riferisce solo alle persone ma anche a cose (veicoli, vestiti, canzoni) associabili ai modelli di riferimento evocati dalla parola.

## Varianti
Il termine è spesso associato con alcuni termini di carattere dialettale o comunque forme locali. Tali termini in realtà connotano varianti locali dello stereotipo che non coincidono strettamente. I termini dialettali e gergali (alcuni dei quali qui italianizzati) comparabili sono molti: tarro, zarro, zamone (voci di area prevalentemente settentrionale), gabibbo (termine della lingua ligure usato a Genova significante "straniero" - dall'eritreo habib, "amico" [venuto da lontano] - usato per indicare gli abitanti del Mezzogiorno), coatto, boro (utilizzati a Roma), birrocchiu (utilizzato a Terni), maraglio (bolognese), tarpano (abruzzese), zurro (molisano), cojar (Friulano), boaro (Veneto), bacan (Trentino), cuozzo (utilizzato nel napoletano), zambro (Brindisi), zanniero, grezzo (Foggia), cozzalo, zampo, zagno (barese), cozzaro (tarantino), grezzo e ricottaro (in uso in provincia di Napoli e Bari), zambaro (calabrese), zallo e mazzaro (leccesi), tascio o gargio (palermitani), pignaloru (alcamesi), zallo o zaurdo (messinese), torpo (siracusano), zaurdu, cajordu e zambíru (in uso a Catania e provincia), zambro e zuefulu (in uso nell'area brindisina), gaggio, gaurro, solittu, sartizzu, masone, americano, gangurru, Pinocchio, cinese, australiano, marziano, inglese, piru gallu, sonu, canguro, grezzo e gabillo (Sardegna), cuscio (nella zona del potentino), trappano (in diverse zone del Meridione). Un'altra variante del Bel Paese non in italiano o nei dialetti romanzi, è i trash o buzë, che si usano comunemente nel linguaggio in uso presso gli Albanesi d'Italia.

### Maranza
Il termine maranza viene usato a Milano, in alcune zone della Lombardia e del Nord Italia. In anni recenti è diventato un fenomeno, nato su TikTok; tali soggetti sono diventati facilmente riconoscibili grazie soprattutto all'uso di abiti e accessori di marca come bandane, giacche smanicate, collane, tracolle o orologi.

## Nella cultura di massa
- Nei testi di un'ironica canzone del 2003 del gruppo Elio e le Storie Tese, il termine viene utilizzato per indicare un manigoldo o un bullo che vuole perpetrare soprusi a danni di un singolo:

(Elio e le Storie Tese, Shpalman®, dall'album Cicciput)
- Nella canzone degli Articolo 31, Il funkytarro, il termine "tamarro" viene utilizzato per descrivere un determinato tipo di persona nel passaggio:

(Articolo 31, Il funkytarro, dall'album Così com'è)
- Il musicista e comico Luca Medici ha assunto come pseudonimo il nome "Checco Zalone", derivante dall'espressione del dialetto barese "Che cozzalone!", vale a dire "Che tamarro!".[20]
- Il cantautore Vincenzo Sarnelli, interprete di canzoni demenziali-parodistiche noto come Tony Tammaro (nome d'arte ispirato dal termine in questione), elesse il tamarro a protagonista delle sue canzoni riscuotendo un discreto successo a cavallo tra gli anni 80 e 90. Il suo primo album, pubblicato nel 1989, era intitolato infatti "prima cassetta di musica tamarra".
- Nel programma Lo Zoo di 105, "i Tamarri" è un personaggio interpretato da Paolo Noise (prima del passaggio a Radio Deejay anche da DJ Wender). Inizialmente si limitavano a fare scherzi telefonici chiedendo assurdità a diversi negozi; successivamente, nell'estate 2010, è uscito anche un disco dance demenziale cantato dal duo, "Panico Paura", e la compilation Panico Paura Compilation.
- Nel 2011 è andato in onda il reality show Tamarreide, che ruota intorno alle vicende degli otto concorrenti, autodefinitisi "tamarri".
- Due personaggi della sitcom italiana "I soliti idioti", Patrick e Alexio, rappresentano al massimo lo stereotipo del tamarro milanese dei primi anni 2000.